# Fritz Hauser

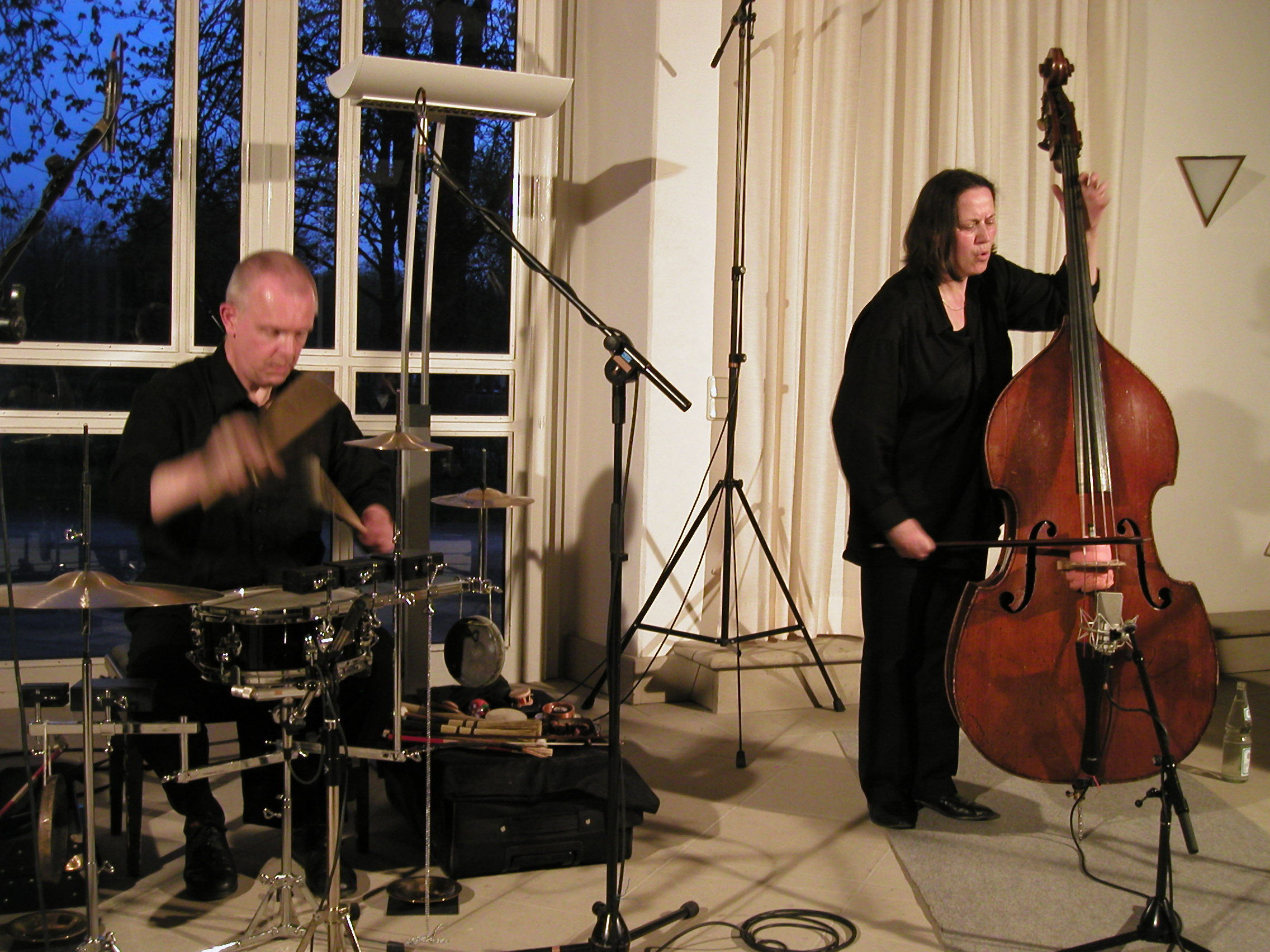
Fritz Hauser und Joëlle Léandre (stehend) mit Quartet Noir (2006)

Fritz Hauser (* 29. März 1953 in Basel) ist ein Schweizer Schlagzeuger und Komponist. Mit seinen Solo-Projekten hat er «neue Räume in der Perkussionsmusik geöffnet» und einen wichtigen Schritt zur Entwicklung des Schlagzeugs vom Rhythmusgerät zum eigenständigen Instrument vollzogen (Kunzler).

## Leben und Wirken
Fritz Hauser gehörte von 1972 bis 1980 der Artrock-Gruppe Circus an, mit der er auf internationale Tourneen ging und vier Alben aufnahm. Anschliessend arbeitete er mit der Gruppe Blue Motion, aber auch mit Ensembles im Bereich der Alten Musik und der Avantgarde.
1983 trat er erstmals mit einem abendfüllenden Solo-Programm auf (CD Solodrumming) und ging auf internationale Tournee. Es folgten weitere Solo-Programme und Projekte für Schlagzeug und Perkussion, die Hauser weltweit zur Aufführung bringt. Er entwickelte spartenübergreifende Arbeiten mit der Tänzerin/Choreografin Anna Huber und mit dem Architekten Boa Baumann. Es entstanden Kompositionen für Schlagzeugensembles und -solisten, Klanginstallationen in der Therme Vals, im Castel Burio, im Architekturmuseum Basel, in der Fondation Vincent Van Gogh Arles, sowie Filme, Radiohörspiele und Lesungen. Hauser wurde auch durch Freiluft-Grossprojekte bekannt, zuletzt Schallmaschine Maximus im Römischen Theater in Augusta Raurica.
Auf dem Gebiet der improvisierten Musik spielt er mit zahlreichen Musikern zusammen wie Urs Leimgruber, Joëlle Léandre, Marilyn Crispell, Christy Doran, Pauline Oliveros, Lauren Newton, Joe McPhee, Franz Koglmann, Patrick Demenga oder Bob Becker. Im Bereich Perkussion arbeitet und konzertiert er seit dem «Stockholm International Percussion Event» 1998 mit verschiedenen Perkussionssolisten und -ensembles auf der ganzen Welt: Kroumata, Steven Schick, Keiko Abe, Vanessa Tomlinson, Synergy Percussion, Michael Askill, Speak Percussion, Nexus und We Spoke.
Hauser erhielt für sein Hörspiel Steinschlag 1990 den Hörspielpreis der Stiftung Radio Basel und 1998 für sein Hörspiel Fantasia Zolliologica. 2012 wurde er mit dem Kulturpreis der Stadt Basel ausgezeichnet. Zum «Kindheit»-Thema steuerte Fritz Hauser als «composer in residence», also als Hauskomponist, beim Lucerne Festival 2018 Projekte bei. Dazu zählen vier eigene Uraufführungen sowie das von ihm organisierte und geleitete Großprojekt Chortrommel.

## Film
- Erich Busslinger: Fritz Hauser – Klangwerker., Dokumentarfilm. 61 Min. Schweiz, 2011, abgerufen am 10. September 2012.
- Erich Langjahr: Paracelsus – Ein Landschaftsessay, Dokumentarfilm. 108 Min. Schweiz, 2021
- Robert Müller: Köhlernächte Dokumentarfilm. 93 Min. Schweiz, 2017.[1]
- Michael Hegglin: Zeichen im Dunkel
- Robi Müller: über den Tag hinaus Trickfilm, 16 Min Schweiz, 1994.
- Peter Aschwanden: Der Tross – Im Windschatten der Tour de Suisse Schweiz, 1993.
- Fredi Murer: Der grüne Berg, Dokumentarfilm. 61 Min. Schweiz, 1990.
- Steven Kolpan: Rondout Video 1990.